# Татлина
Езерото Татлина (на английски: Tathlina Lake) е 15-о по големина езеро в Северозападните територии на Канада. Площта му е 573,4 км2, която му отрежда 78-ото място сред езерата на Канада. Надморската височина на водата е 280 м.
Езерото се намира в югозападната част на Северозападните територии на Канада, на 63 км югозападно от Голямото Робско езеро. Дължината му от запад на изток е 44,4 км, а максималната му ширина от север на юг – 27,5 км.
Татлина за разлика от повечето от канадските езера е със слабо разчленена брегова линия без характерните заливи, полуострови, протоци и острови и е едно от малкото канадски езера, в което няма острови.
В югозападния ъгъл на Татлина се влива река Какиса, която след като протече през езерото изтича от най-северния му ъгъл, преминава през по-малкото езеро Какиса и се влива от ляво в река Маккензи на 30 км след изтичането ѝ от Голямото Робско езеро.
В периода от 1953 до 2000 г. в езерото се е извършвал промишлен риболов, но сега той е разрешен само за любители.